# Hans Omey
Hans Omey (Waregem, 15 november 1986) is een Belgische atleet, die gespecialiseerd is in de middellange afstand. Hij werd vijfmaal Belgisch kampioen.

## Loopbaan
Hans Omey is de jongere broer van atleet Tom Omey. Hij behaalde tussen 2008 en 2013 vijf indoortitels op de 800 m. Hij is aangesloten bij Atletiek Zuid-West.

## Belgische kampioenschappen
Indoor
| Onderdeel | Jaar                         |
| --------- | ---------------------------- |
| 800 m     | 2008, 2009, 2010, 2012, 2013 |

## Persoonlijke records
Outdoor
| Onderdeel | Prestatie | Datum       | Plaats   |
| --------- | --------- | ----------- | -------- |
| 800 m     | 1.47,80   | 3 juli 2010 | Oordegem |

Indoor
| Onderdeel | Prestatie | Datum            | Plaats |
| --------- | --------- | ---------------- | ------ |
| 800 m     | 1.48,57   | 17 februari 2008 | Gent   |

## Palmares

### 400 m
- 2007:  BK indoor AC - 48,74 s

### 800 m
- 2007:  BK AC - 1.53,69
- 2008:  BK indoor AC - 1.48,57
- 2008:  BK AC - 1.55,11
- 2009:  BK indoor AC - 1.49,02
- 2010:  BK indoor AC - 1.53,30
- 2012:  BK indoor AC - 1.51,20
- 2013:  BK indoor AC - 1.53,31